# Nebrioporus lynesi
Nebrioporus lynesi är en skalbaggsart som först beskrevs av J. Balfour-browne 1947.  Nebrioporus lynesi ingår i släktet Nebrioporus och familjen dykare. Inga underarter finns listade i Catalogue of Life.